# Colurella colurus
Colurella colurus är en hjuldjursart som först beskrevs av Ehrenberg 1830.  Colurella colurus ingår i släktet Colurella och familjen Lepadellidae. Arten är reproducerande i Sverige.

## Underarter
Arten delas in i följande underarter:
- C. c. colurus
- C. c. compressa